# 606 v.Chr.
Het jaar 606 v.Chr. is een jaartal volgens de christelijke jaartelling.

## Gebeurtenissen

### China
- Ding Wang wordt koning van de Zhou-dynastie.

### Egypte
- De strategisch belangrijke stad Kimuhu aan de Eufraat wordt door Necho II heroverd.

### Palestina
- Koning Jojakim van Juda weigert aan Babylon de verplichte schatting te betalen.